# Горбушин Дмитро Андрійович
Дмитро Андрійович Горбушин (нар. 31 травня 1986, Рубіжне, Луганська область, УРСР) — український та російський футболіст, півзахисник клубу другої ліги чемпіонату Таїланду «Лампанг».

## Клубна кар'єра
Футболом розпочав займатися в 1993 році в рідному місті Рубіжне. Професійну кар'єру розпочав у віці 17 років у 2003 році в алчевській «Сталі», разом з якою вийшов у Вищу лігу чемпіонату України в 2005 році, де й грав до 2007 року, коли перейшов у київське «Динамо», у складі якого, проте, закріпитися не зміг, тому був відданий в оренду луганській «Зорі». У 2008 році перейшов у «Кубань». Влітку 2008 року отримав російське громадянство, тим самим, переставши бути в російському чемпіонаті легіонером. Зіграв за «Кубань» 22 матчі, з яких 2 у Прем'єр-лізі, забив 5 м'ячів.
4 серпня 2009 року на правах оренди перейшов у новоросійський «Чорноморець», в складі якого й дограв сезон, провівши 14 матчів і забивши 4 м'ячі в ворота суперників. Після закінчення терміну оренди повернувся в «Кубань», з якою 18 січня 2010 року вирушив на перший закордонний збір і в підсумку провів увесь сезон, зігравши 23 матчі і став, разом з командою, переможцем Першого дивізіону Росії. 24 листопада з'явилася інформація, що тренерський штаб «Кубані» вирішив розлучитися з Дмитром, а 10 січня 2011 року було повідомлено, що Горбушин не відправився з «Кубанню» на перший закордонний збір до Туреччини, оскільки клуб вирішує питання про його працевлаштування в іншу команду.
Дмитру прийшла пропозиція про оренду в новоросійський «Чорноморець», за який він виступав у 2009 році. Після декількох зборів, він дав позитивну відповідь і контракт був підписаний.

## Кар'єра в збірній
Виступав за юнацькі та молодіжні збірні України.

## Досягнення
«Сталь» (Алчевськ)
- Перша ліга чемпіонату України
  -  Чемпіон (1): 2005

«Кубань»
- Першість Футбольної Національної Ліги
  -  Чемпіон (1): 2010
  -  Срібний призер (1): 2008 (вихід у Вищий дивізіон)